# Suobdek (Arvidsjaurs socken, Lappland, 732054-164735)
Suobdek är en sjö i Arvidsjaurs kommun i Lappland och ingår i Piteälvens huvudavrinningsområde. Sjön har en area på 1,85 kvadratkilometer och ligger 352 meter över havet. Suobdek ligger i Piteälven Natura 2000-område.

## Delavrinningsområde
Suobdek ingår i det delavrinningsområde (731922-164538) som SMHI kallar för Utloppet av Suobdek. Medelhöjden är 401 meter över havet och ytan är 17,79 kvadratkilometer. Räknas de 48 avrinningsområdena uppströms in blir den ackumulerade arean 639,91 kvadratkilometer. Abmoälven som avvattnar avrinningsområdet har biflödesordning 2, vilket innebär att vattnet flödar genom totalt 2 vattendrag innan det når havet efter 171 kilometer. Avrinningsområdet består mestadels av skog (79 procent). Avrinningsområdet har 1,9 kvadratkilometer vattenytor vilket ger det en sjöprocent på 10,6 procent.